# Sara Sara
Le Sara Sara, est un volcan culminant à 5 505 m d'altitude, et situé dans la région d'Ayacucho, près de la frontière avec celle d'Arequipa, entre le lac Parinacochas et la rivière Ocoña (en), au Pérou. Il se trouve entre le district de Puyusca (en) dans la province de Parinacochas et les districts de Pausa (en) et Sara Sara (en) dans la province de Páucar del Sara Sara. Il fait partie de la cordillère Occidentale des Andes et est classé comme étant un stratovolcan. Son sommet est partiellement recouvert de neiges éternelles et ses pentes sont fortement érodées par la neige et les vents forts.

## Géographie

### Situation
Le Sara Sara est le volcan le plus septentrional de la zone volcanique centrale des Andes. Le volcan fait partie d'une chaîne de volcans de 30 km de long et dominée par des failles, qui comprend Cerro Grande, Yarihuato, Puca Ccasa, Sara Sara, Puca Puca et Cerro Queñuapunco.
Il se trouve dans les provinces de Parinacochas et de Paucar del Sara Sara dans la région d'Ayacucho, au Pérou. La ville de Pausa se trouve à 12 km du volcan, et l'agriculture est produite dans les vallées de la région. Hormis Pausa, plusieurs villes et le lac Parinacochas sont situés à proximité du volcan

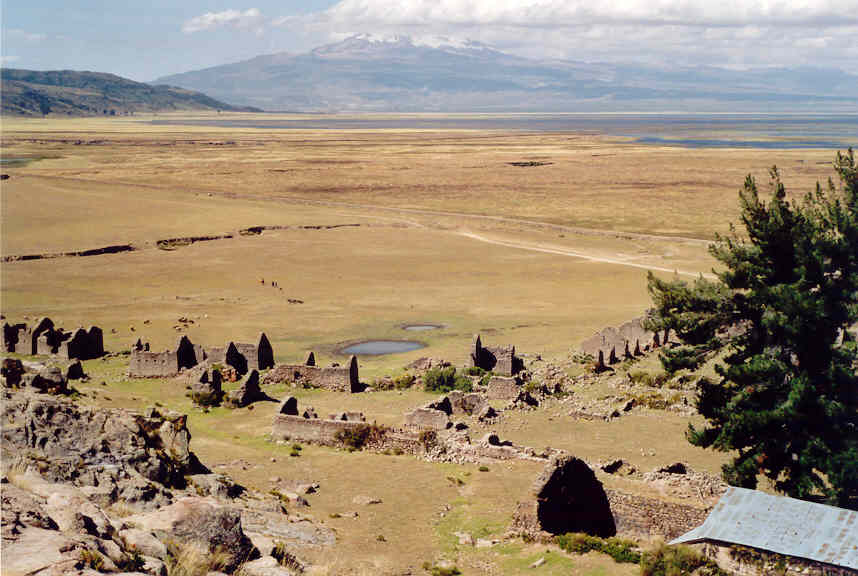
Le Sara Sara et le lac Parinacochas (premier plan) vus d'Incahuasi.
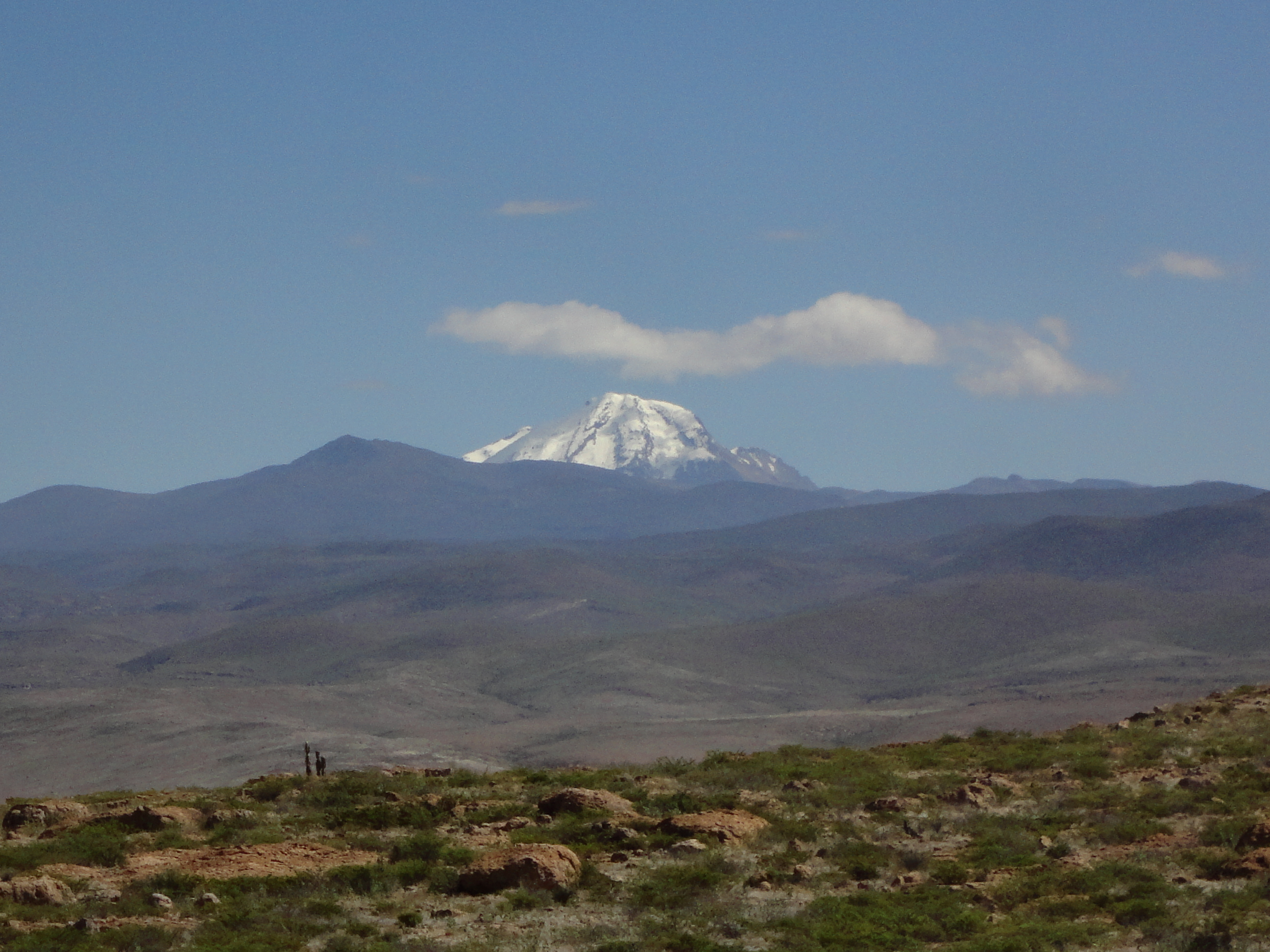
Le Sara Sara enneigé, vu du sommet de l'Amargoso.

### Géologie
Le volcan se compose d'un complexe de dômes de lave et de coulées de lave superposés à des stratovolcans plus anciens. Les évents sont alignés dans le sens nord-nord-est/sud-sud-ouest et sont accompagnés de dômes de lave latéraux. Ces évents étaient la source de coulées de lave et de coulées de blocs et de cendres générées par l'effondrement des dômes de lave. Un cône pyroclastique d'âge récent se trouve sur la montagne. Des cirques glaciaires se trouvent sur les flancs ouest et est du Sara Sara.
Le socle est constitué de roches d'âges précambriens et paléozoïques, recouvertes de sédiments et de volcanites mésozoïques et cénozoïques. Au cours de son histoire, le Sara Sara a produit de l'andésite, de la dacite et de la trachy-andesite, la dacite prédominant au cours des éruptions quaternaires. Les phénocristaux dans les roches comprennent de la hornblende et du plagioclase, et leur quantité et leur chimie varient selon les différents stades d'activité du volcan. Enfin, des moraines quaternaires et des glaciers rocheux actifs et inactifs de l'Holocène ont été décrits et cartographiés montrant deux étapes distinctes avec une différence de la ligne de neige de 300 à 400 et de 600 m par rapport au présent.

### Climat
Le climat présente un étagement altitudinal, avec des températures allant de 6 à 20 °C et des températures glaciales dans les vallées à plus de 5 200 m. Les précipitations sont saisonnières et tombent principalement pendant l'été, à des altitudes plus élevées sous forme de grêle et de neige. Les arbres poussent à des altitudes plus basses, alors que seuls les ichu et les quinoa sont présents au-dessus de 4 000 m. La luzerne et le maïs sont cultivés à basse altitude.

## Histoire

### Histoire éruptive
Il y a 1,62 million d'années AP, une première éruption, de type plinien, a construit l'édifice du Sara Sara sous la forme de coulées de lave. Cette éruption a probablement ouvert la voie à l'éruption ultérieure d'une puissante série de déversements de laves dacitiques, qui ont atteint la rivière Huanca Huanca. Au cours du Quaternaire, des éruptions explosives dans un complexe de dômes de lave ont formé un éventail pyroclastique qui a ensuite été partiellement enterré par des coulées de lave. La composition de la lave et les coulées pyroclastiques du Sara Sara impliquent une ancienne activité, avec deux coulées pyroclastiques dont la date est comprise entre 44 500 AP et 49 200 AP.
Le Sara Sara est actuellement est endormi, mais au cours de la récente période géologique, il a présenté une activité volcanique importante avec des éruptions violentes et effusives. La présence actuelle de sources chaudes, au nord-est du Sara Sara dans la vallée de Quilcata et près de la ville de Chacaraya, indiquerait la présence d'une chambre magmatique peu profonde et une faible activité volcanique persistante,. Dans le cas d'une réactivation de la chambre magmatique du Sara Sara, il est fort probable que ce magma soit de type dacitique en raison de la dernière manifestation du volcan qui était une éruption de type plinien. S’enchaînerait alors explosions avec chutes de pyroclastes, coulées de roches pyroclastiques et une éruption effusive avec des déversements de type dacitique et des formations de lahars, en raison de la présence de neige au sommet du volcan,.

### Histoire humaine
À l’époque inca, la montagne était vénérée par les populations locales qui y pratiquaient des sacrifices humains. C'est l'une des nombreuses montagnes qui, dans le Sud du Pérou, étaient utilisées à l'époque de l'Empire inca comme lieux de culte des divinités. Le prêtre espagnol Cristobal de Albornoz (es) a noté en 1583 que le Sara Sara était l'un des lieux sacrés les plus importants du Sud du Pérou, avec 2 000 colons envoyés par l'empereur inca pour son service.
En septembre 1996, l'archéologue américain Johan Reinhard et l'archéologue péruvien Jose Antonio Chavez ont dirigé une équipe au sommet du volcan et ont découvert plus d'une douzaine de statues et une momie inca féminine (plus tard surnommée Sarita). Leur expédition a été transmise en direct sur Internet. Le groupe archéologique du Sara Sara a recommandé que le site soit déclaré patrimoine culturel national en 2003. Actuellement, le corps de Sarita est conservé et logé dans le Musée du sanctuaire d'altitude du sud andin de l'université catholique de Santa María (en) d'Arequipa. De plus, sur le flanc nord-est du volcan se trouve le site archéologique d'Inkapa Tianan, visité en octobre 1998 par l'anthropologue Emilio Ruiz de Castilla et le biologiste de l'université de Berkeley Pedro del Carpio. Sur le flanc sud du volcan, se trouve la citadelle inca d'Ayroca, explorée en juin 2009 par le chercheur Fredy Salinas, où des sections du chemin inca sont visibles.